# Propuesta de directiva relativa a las medidas penales destinadas a garantizar el respeto de los derechos de propiedad intelectual
La Directiva relativa a las medidas penales destinadas a garantizar el respeto de los derechos de propiedad intelectual, más conocida como IPRED2, es una propuesta de Directiva de la Unión Europea para complementar la Directiva 2004/48/CE relativa al respeto de los derechos de propiedad intelectual (IPRED).
La anterior directiva, IPRED, cubre medidas civiles, mientras que IPRED2 pretende añadir medidas penales contra las infracciones de los derechos de propiedad intelectual. La directiva se propuso el 12 de julio de 2005 por la Comisión Europea.